# Believe Acoustic
Believe Acoustic é o segundo álbum acústico lançado pelo cantor canadense Justin Bieber. O álbum é composto por onze faixas, sendo oito delas regravações acústicas do álbum Believe (2012) e três canções inéditas. Lançado em 29 de janeiro de 2013, foi oficialmente anunciado em dezembro de 2012 durante uma entrevista cedida por Bieber ao The Ellen DeGeneres Show, cerca de dois meses após seu empresário, Scooter Braun, ter revelado em sua conta no Twitter que teria planos para fazer um novo álbum que iria suceder o My Worlds Acoustic, primeiro trabalho acústico feito pelo canadense, lançado em novembro de 2010. O disco foi disponibilizado para pré-venda no dia 21 de dezembro de 2012 na loja online iTunes. O disco tem sua produção executiva assinada por Scooter Braun e pelo cantor Usher, mentor do canadense. Todas as oito faixas acústicas foram produzidas por Bieber e seu diretor musical, Dan Kanter.

## Antecedentes
A 7 de outubro de 2012, Scooter Braun, empresário do cantor, disse em sua conta no microblog Twitter que após assistir algumas performances acústicas do single "As Long as You Love Me", pretendia produzir um novo disco com regravações acústicas das canções presentes no então último álbum lançado por Bieber, Believe. Dois dias depois, o cantor levantou a mesma hipótese em sua página no Facebook. No dia 26 do mesmo mês, Bieber confirmou que estava em estúdio gravando o novo álbum ao lado de Dan Kanter, seu guitarrista. A 14 de dezembro de 2012, o canadense concedeu entrevista ao programa The Ellen DeGeneres Show. "É algo que os fãs realmente vão gostar. Comecei cantando apenas com meu violão no Youtube, sem toda essa produção, então gostaria de lançar álbuns acústicos. Acho mais intimista", disse o cantor durante sua entrevista pouco depois de confirmar o lançamento para janeiro de 2013. No mesmo dia, um representante da equipe de Bieber se pronunciou sobre o disco para a MTV News, dizendo que este já estaria a venda nos Estados Unidos a partir do dia 29 de janeiro, e que contaria com sete faixas. No dia 18 de dezembro de 2012 surgiram rumores de que o cantor e compositor britânico Ed Sheeran estaria colaborando com Bieber para o Believe Acoustic. Os boatos começaram a circular após Braun twittar sobre Sheeran estar no estúdio na mesma noite em que Bieber gravava o álbum e de publicar uma foto de Sheeran em seu laptop.
A 20 de dezembro de 2012, foi divulgada a capa do álbum na página oficial de Bieber no Facebook. Nela, Bieber aparece usando uma jaqueta jeans enquanto segura um violão. Um dia depois, Bieber anunciou a pré-venda em seu Twitter escrevendo: "Feliz Natal!! Você já pode comprar na pré-venda (: Espalhe a notícia. Obrigado", inserindo um link para o iTunes logo depois. Junto com a pré-venda, foi divulgada a lista de faixas do álbum. Na quinta-feira do dia 27 de dezembro de 2012, o cantor twittou que tinha uma surpresa para os fãs para a sexta-feira. "Finalizando algo para vocês amanhã para o álbum acústico. Preparem-se. Não vou decepcioná-los. Apenas eu e meu violão", escreveu. Na sexta, após rumores de que seria lançado um novo single, foi divulgado que o disco traria mais duas canções inéditas, totalizando três faixas novas e sua track list passou a ter dez faixas ao invés de oito. A 5 de janeiro de 2013, Bieber revelou no Twitter o nome de duas canções inéditas, "Yellow Raincoat" e "I Would", além de adicionar "Fall" a lista de faixas acústicas do álbum. Um dia depois em 6 de janeiro de 2013, Braun confirmou que o disco teria onze faixas tweetando: "Trabalhando duro desde cedo neste último minuto em uma canção muito sincera que o garoto acabou de escrever para o álbum #BelieveAcoustic. 11 canções" No dia 9 de janeiro de 2013, a gravadora de Bieber enviou um e-mail para a imprensa norte-americana, onde confirmava a data de lançamento do disco e o nome de suas três faixas inéditas, "Yellow Raincoat", "I Would" e "Nothing Like Us".

## Recepção da crítica
Jocelyn Vena da MTV observou que Bieber conseguiu reinventar muitas músicas desse CD para soulful, em acústicos que colocam sua voz em exibição, sem os sintetizadores e falhas, e ainda transformou "Boyfriend" em um R&B mais lento. Revisando as faixas inéditas, Vena notou que "Yellow Raincoat" e "Nothing Like Us" são baladas que lidam com o desgosto - tanto no amor quanto as coisas que ocorrem ao ter que viver a vida aos olhos do público - enquanto "I Would" é mais otimista. James Montgomery, também da MTV, deu uma atenção especial a "Nothing Like Us", observando: "A faixa tornou-se rapidamente o ponto principal de seu álbum Believe Acoustic, e por uma boa razão: é, sem dúvidas, a coisa mais não guardada (e sem swag) que ele já fez; uma honesta, e aberta avaliação sobre suas falhas pessoais." Montgomery ainda comentou as comparações existentes entre a faixa e o single "Cry Me a River" (2002), de Justin Timberlake, dizendo: "Por isso, não importa o quão perfeito teria sido, 'Nothing Like Us', na verdade, não tem nada a ver com Cry Me A River. [...] É uma música que pode marcar o próximo passo de sua carreira, uma que nenhum de seus contemporâneos parecem ser capazes de criar, a gravação reflete que, aos 18 anos, ele já provou ser mais maduro que Justin Timberlake era aos 21". Emily Tan, crítica do website Idolator deu ao álbum 3,5 de cinco estrelas. Segundo Tan, "Beauty and a Beat" é a melhor das reinterpretações do disco, pois ao invés de focar no aspecto de festa, a versão acústica soa muito mais doce e serve o seu propósito como uma canção de amor pop. Tan definiu a faixa "I Would" como uma canção pop simples e brilhante que poderia ter aparecido no primeiro álbum de Bieber, ainda a comparando com alguns trabalhos de Chris Brown. Emily continuou: "Sua outra faixa nova, 'Yellow Raincoat', te pega de surpresa por um momento, pois, vocalmente, não soa como o que estamos acostumados a ouvir de Bieber. Mas é ainda mais interessante notar que a letra da canção parece resultar de experiências pessoais." Tan observou que o Believe Acoustic foi uma forma eficaz que Bieber encontrou para mostrar aos seus fãs e haters que ele não precisa se esconder por trás de super-produções e Auto-Tune.
Brian Mansfield do jornal USA Today deu ao disco três de quatro estrelas escrevendo que as músicas assumem uma textura de um eterno cantor/compositor de música pop. Brian terminou dizendo: "Para as pessoas que esqueceram, ou nunca entenderam o charme de jovens cantores como Bieber, Believe Acoustic é um bom lugar para entender." Andy Kellman do Allmusic disse que as músicas de festa soaram "bobas quando performadas por um cantor de um jeito sério" e que sem muita surpresa, o material que requeria menos transformações, como "As Long as You Love Me" e "Be Alright", foram as melhores. Andy ainda escreveu que "Nothing Like Us", que por ter sido composta e produzida apenas por Bieber sobre o rompimento com sua então ex-namorada Selena Gomez, soa bastante triste e pessoal. Robert Copsey do website britânico Digital Spy escreveu que a remoção da produção de multi-camadas e dos "truques de estúdio" no Believe Acoustic revela um um vocal mais suave e menos infantil do que a maioria já estava familiarizado. Ele observou que "letras fracas e embaraçosas" são um tema recorrente em todo o álbum, embora ele seja "amplamente salvo" por Dan Kanter, que garante com que os arranjos melódicos permaneçam praticamente intactos. Copsey terminou dizendo que as três músicas inéditas são uns dos menores problemas do álbum, e concluiu que "nós preferimos o polido e mais brilhante Justin Bieber de cada dia." Andrew Leahy do The Washington Times notou que alguns dos arranjos refeitos ficaram melhores que os originais, e elogiou "Nothing Like Us", dizendo que a faixa aponta para um novo relacionamento: de Bieber com a composição própria, dizendo que o álbum "nos deu algo para acreditar". Jody Rosen da Rolling Stone deu três de cinco estrelas ao disco. Segundo ela, nas versões acústicas do estilo dance-pop foram seis cordas no lugar de sintetizadores e muito ritmo. Mas Bieber deu o máximo nessas músicas, e seu rouco e emotivo tom de voz destaca-se bem contra a música de fundo." Rosen ainda citou as três faixas novas como as melhores do álbum.

## Faixas
A lista de faixas foi divulgada pouco depois do álbum ser colocado para pré-venda no iTunes, no dia 21 de dezembro de 2012.
| N.º            | Título                      | Compositor(es)                                              | Produtor(es)                  | Duração |  |
| 1.             | "Boyfriend"                 | Justin Bieber, Mike Posner, Matthew Musto, Mason Levy       | Bieber, Kanter                | 3:07    |  |
| 2.             | "As Long as You Love Me"    | Bieber, Nasri Atweh, Rodney Jerkins, Andre Lindal           | Bieber, Kanter                | 3:41    |  |
| 3.             | "Beauty and a Beat"         | Onika Maraj, Savan Kotecha, Max Martin, Zedd                | Bieber, Kanter                | 2:24    |  |
| 4.             | "She Don't Like the Lights" | Rodney Jerkins, Andre Lindal, Tiyon Mack                    | Bieber, Kanter                | 3:35    |  |
| 5.             | "Take You"                  | James Abrahart, Alex Dezen, Ross Golan, Bieber              | Bieber, Kanter                | 2:59    |  |
| 6.             | "Be Alright"                | Bieber, Dan Kanter                                          | Bieber, Kanter                | 3:30    |  |
| 7.             | "All Around the World"      | Christopher Bridges, Bieber, Adam Messinger, Nolan Lambroza | Bieber, Kanter                | 2:36    |  |
| 8.             | "Fall" (ao vivo)            | Bieber, Mason Levy, Jacob Lutrell                           | Bieber, Kanter                | 3:40    |  |
| 9.             | "Yellow Raincoat"           | Bieber, Josh Gudwin                                         | Bieber, Tom Strahle           | 3:44    |  |
| 10.            | "I Would"                   | Bieber, A.M. Cox                                            | Da Internz, Aaron Michael Cox | 3:47    |  |
| 11.            | "Nothing Like Us"           | Bieber                                                      | Bieber                        | 3:19    |  |
| Duração total: | Duração total:              | Duração total:                                              | Duração total:                | 36:22   |  |

## Paradas musicais
Em menos de 24 horas após seu lançamento, o álbum alcançou o topo da lista dos mais vendidos do iTunes de sessenta e três países, entre eles Estados Unidos, Portugal e Brasil, além de também chegar a segunda posição na Suíça e a terceira posição na França. Na mesma semana, a revista Billboard publicou uma matéria onde previa que o disco poderia estrear na primeira posição na Billboard 200, com vendas entre 180 e 190 mil cópias. Se isso acontecesse, Bieber se tornaria o primeiro artista a ter cinco álbuns no topo do ranking antes de completar 19 anos, além de também se tornar o 10º artista a conquistar a primeira posição da parada por quatro anos consecutivos. O disco vendeu 211,039 cópias em sua primeira semana, estreando no topo da tabela e fazendo com que Bieber batesse o recorde. O álbum vendeu 158 mil cópias digitais, estreando em primeiro no Digital Albums. Em uma previsão divulgada pela The Official Charts Company, o álbum aparecia na terceira posição. Após a atualização, o Believe Acoustic estreou em quinto no ranking britânico, duas posições abaixo do previsto. O disco ainda debutou na segunda posição na Austrália e Nova Zelândia, e em terceiro lugar na Suíça.
| País/Parada (2013)                   | Melhor posição |
| ------------------------------------ | -------------- |
| Argentina - CAPIF                    | 1              |
| Alemanha - Media Control Charts      | 36             |
| Austrália - ARIA Charts              | 2              |
| Áustria - Ö3 Austria Top 40          | 7              |
| Bélgica - Ultratop 50 (Flanders)     | 3              |
| Bélgica - Ultratop 50 (Valônia)      | 4              |
| Brasil - CD - TOP 20 Semanal         | 1              |
| Canadá - Canadian Albums Chart       | 1              |
| Dinamarca - Hitlisten                | 3              |
| Escócia - Scottish Albums Chart      | 5              |
| Espanha - Promusicae                 | 1              |
| Estados Unidos - Billboard 200       | 1              |
| Estados Unidos - Digital Albums      | 1              |
| França - French Albums Chart         | 7              |
| Grécia - IFPI Greece                 | 15             |
| Hungria - Mahasz                     | 16             |
| Irlanda - Irish Albums Chart         | 4              |
| Itália - FIMI                        | 5              |
| México - AMPROFON                    | 1              |
| Mundo - World Albums Top 40          | 1              |
| Noruega - VG-lista                   | 4              |
| Nova Zelândia - RIANZ                | 2              |
| Países Baixos - Dutch Albums Chart   | 4              |
| Polónia - Polish Music Charts        | 9              |
| Portugal - Top 50 Nacional Português | 1              |
| Reino Unido - UK Albums Chart        | 5              |
| Chéquia - Czech Albums Chart         | 4              |
| Suécia - Sverigetopplistan           | 4              |
| Suíça - Swiss Music Charts           | 3              |

| País    | Associação               | Certificação | Vendas   |
| ------- | ------------------------ | ------------ | -------- |
| Canadá  | Music Canada             | Platina      | 80.000+  |
| Turquia | IFPI Türkiye Milli Grubu | Diamante     | 150.000+ |